# Marie-Angélique Diderot
Pour les articles homonymes, voir Diderot (homonymie).
Madame de Vandeul
Marie-Angélique Diderot, dite aussi Angélique Diderot, par mariage marquise de Vandeul, née le 2 septembre 1753 et morte le 5 décembre 1824 à Paris, est une autrice française et l'unique enfant survivante de Denis Diderot.

## Biographie
Marie-Angélique Diderot naît le 2 septembre 1753. Elle est l'unique enfant survivante du philosophe des Lumières Denis Diderot et d'Anne-Antoinette Champion.
Dès 1761, Denis Diderot cherche à lui constituer une dot. En 1765, il vend sa bibliothèque à l'impératrice de Russie Catherine II, qui l'en nomme dépositaire et lui donne une généreuse pension. Marie-Angélique reçoit une éducation libérale par son père et une autre dévote par sa mère. Elle apprend le clavecin avec Antoine Bemetzrieder, engagé par le philosophe. 
Denis Diderot désire la marier à une famille aristocratique de Langres et choisit les Caroillon de Vandeul. Elle épouse Abel François Nicolas Caroillon de Vandeul le 9 septembre 1772. Le couple a d'abord une fille en 1773, Marie-Anne, dite Minette, et un fils en 1775, l'homme politique Denis-Simon Caroillon de Vandeul, dont le grand-père maternel est le parrain. 
Sa fille Marie-Anne meurt à onze ans en avril 1784, et son père Denis Diderot le 31 juillet 1784. En 1787, après le décès de son oncle Didier-Pierre Diderot, Marie-Angélique devient propriétaire de sa maison de Cohons. 
Marie-Angélique Diderot devient dépositaire de la mémoire de son père, à qui elle voue un culte. Elle écrit une courte biographie sur lui, qui circule en manuscrit dès 1787 et qui est éditée en 1828. Dans une édition des œuvres de Diderot, elle supprime les lettres à son amante Sophie Volland. 
La marquise de Vandeul meurt le 5 décembre 1824, au no 18, rue Neuve de Luxembourg, à Paris.

## Publications
- Contributrice d'Antoine Bemetzrieder et Denis Diderot, Leçons de clavier et principes d'harmonie, Paris, Bluet, 1771, 192 p. (lire en ligne)
- Mémoires pour servir à l’histoire de la vie et des ouvrages de Diderot, vers 1787 (lire en ligne). Réédité sous le titre Diderot, mon père, Paris, Circé, 1998, 63 p. (ISBN 978-2-9080-2430-2)